# Acido treonucleico
L'acido treonucleico, TNA (sigla di Threose nucleic acid) o acido (L)-a-treofuranosilico ((L)-a-threofuranosyl acid), è un acido nucleico simile al DNA e all'RNA ma differisce da questi per la composizione dello scheletro, costituito da unità ripetute di treosio legate mediante legame fosfodiestere invece che ribosio o deossiribosio.
Sebbene attualmente tale molecola non sia rintracciabile in alcuna forma vivente sulla Terra attuale, alcuni ricercatori suppongono che il TNA sia stato il precursore dell'RNA come portatore di informazioni genetiche dei primi organismi nei momenti di vita della Terra. Il motivo di ciò risiede nel fatto che il suo assemblaggio è meno complesso di quanto avviene per la sintesi di DNA ed RNA ed è quindi più probabile che si sia originato per reazioni chimiche semplici, che non richiedono l'intervento di altre molecole, quali le proteine.
La semplicità di tale molecola risiede in parte nella struttura dello scheletro, costituito da uno zucchero semplice a quattro atomi di carbonio (tetroso) a differenza degli zuccheri a cinque atomi (pentosi) degli altri due acidi nucleici e dal fatto che la formazione di tale zucchero richiede un solo materiale di partenza.
Attualmente il TNA non è presente in natura, per cui è stato sintetizzato chimicamente dal gruppo del Dr. Eschenmoser. Studi su questa molecola hanno dimostrato che il TNA è in grado, così come il DNA e l'RNA, di formare filamenti a doppia elica che si appaiano per complementarità e che un frammento di questo presunto antenato dei moderni acidi nucleici è in grado di appaiarsi a un frammento di DNA o di RNA, rendendo dunque possibile la formazione di un intermedio tra tali acidi nucleici. Il fatto che questa forma di acido nucleico non sia attualmente presente sulla Terra non impedisce che possa essere esistito nella Terra primordiale, poiché le condizioni ambientali di allora erano molto diverse (scarsità di ossigeno atmosferico, elevata quantità di radiazione ionizzante, vulcanesimo) da rendere possibili reazioni chimiche che oggi non potrebbero avvenire nell'atmosfera.
Va però detto che tutte queste sono solo supposizioni che non possono essere verificate, per cui rimangono solo ipotesi. Il TNA è stato selezionato tra le varie possibilità di acidi nucleici in quanto è dotato di caratteristiche simili all'RNA, che si ritiene a sua volta essere stato il precursore del DNA. Altri candidati sono considerati il piranosil-RNA (p-RNA) e il PNA, sebbene il TNA rappresenti la migliore alternativa.